# Alexander von Senger
Pour les articles homonymes, voir Senger.
Alexander von Senger, né Hugues Rodolphe Alexandre von Senger, le 7 mai 1880 à Genève et mort le 30 juin 1968 à Willerzell, près d'Einsiedeln, est un architecte et théoricien de l'architecture suisse.

## Biographie

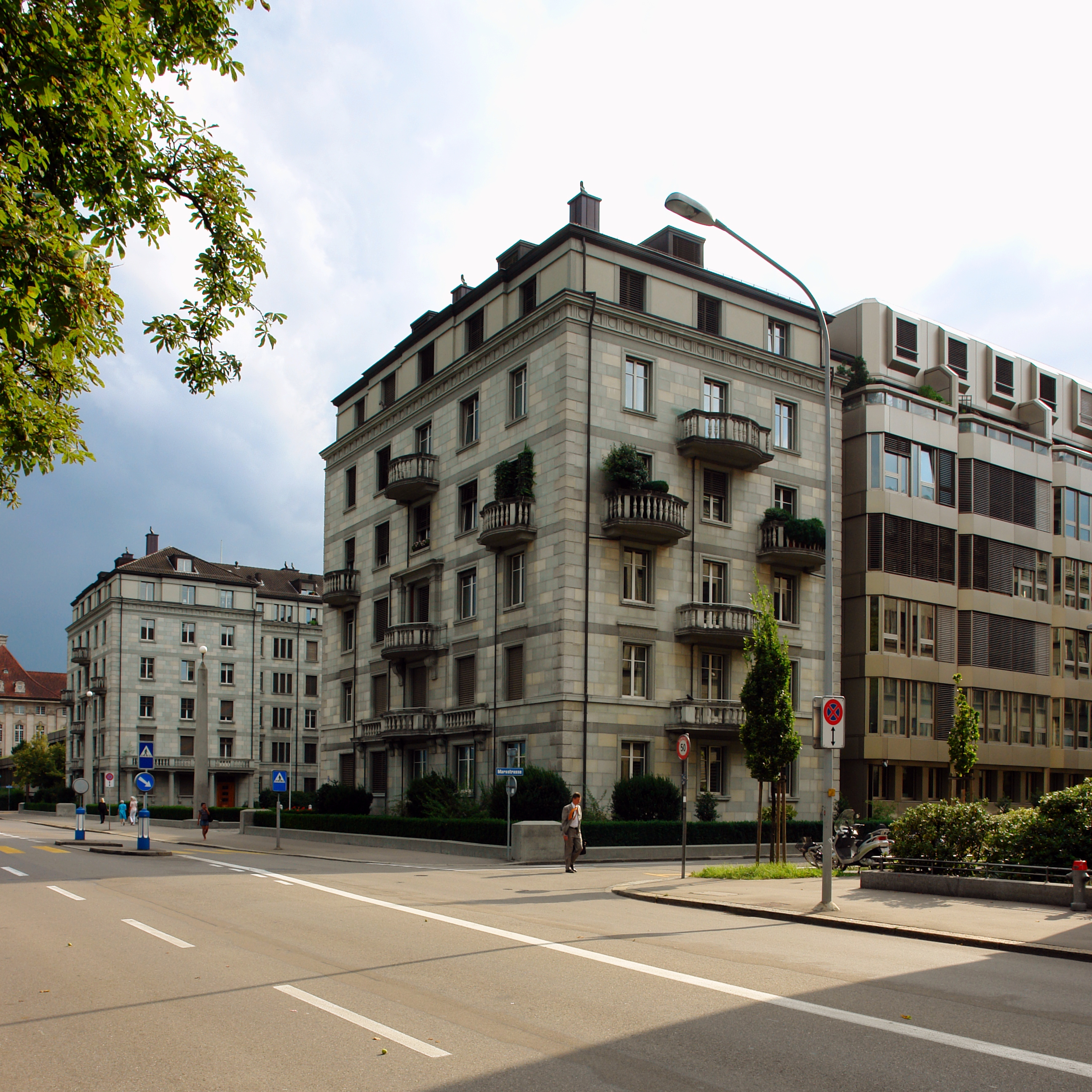
Immeuble à Zurich de la Schweizerische-Rückversischerungs-Gesselschaft.

Senger est le fils aîné du compositeur Hugo von Senger. Il étudie au collège Calvin de Genève, puis à l'ETH de Zurich, où il est l'élève du professeur Gull. Il reçoit son diplôme d'architecte en 1904. Après un séjour à l'étranger, il retourne s'installer dans son propre cabinet d'architecte à Zurich. Il conçoit sur appel d'offres notamment à partir de 1907 des bâtiments postaux, des gares, des bâtiments administratifs, avec Richard Kuder. Il construit en 1911 l'immeuble des assurances Schweizerische-Rückversischerungs-Gesellschat de Zurich, de style néobaroque moderne, puis la gare de Saint-Gall. Il fait partie d'un groupe d'architectes suisses qui recherchent des nouveaux idéaux esthétiques fondés sur la beauté des canons classiques, loin du Heimatstil ou du Jugendstil. Roderich Fick travaille dans son bureau de 1910 à 1912. Il rédige des articles dans La Suisse libérale en faveur d'une architecture conforme à l'identité suisse, dont il souligne la cohérence historique, mais aussi la cohésion ethnique. Il considère le communiste Le Corbusier, comme un « Lénine de l'architecture. »
Ses opinions esthétiques vont toutefois se confondre avec une idéologie qui va radicaliser sa position d'architecte. Il entre en 1931 avec Eugen Hönig, Konrad Nonn, et German Bestelmeyer dans le Kampfund Deutscher Architekten und Ingenieure, organisation professionnelle allemande pilotée par le Kampfund für deutsche Kultur, lui-même émanant du parti national-socialiste, contre l'architecture dégénérée, point de vue théorisée en Allemagne par Paul Schultze-Naumburg qui fait également partie de l'organisation. Pourtant ce dernier deviendra un critique virulent de l'architecture nazie, défendant l'architecture néogermanique, méprisée par les officiels du parti.
Alexander von Senger rédige également des articles engagés contre l'architecture moderne dans le Völkischer Beobachter, stigmatisant un style international sans attache ethnique. Le style international devenait en effet à la mode dans de grandes villes allemandes, comme à Berlin ou à Chemnitz. Le groupe attaque Walter Gropius, comme un « élégant bolchéviste de salon. » Il fustige aussi le Bauhaus, comme le « temple du marxisme », ainsi que Mies van der Rohe comme thuriféraire du bolchévisme. C'est dans les années suivantes qu'il fait la connaissance de Schultze-Naumburg et de Rosenberg et qu'il intrigue pour obtenir une chaire à la grande école technique d'architecture de Munich. Il est nommé officiellement professeur en 1938. Il démissionne à la fin de la guerre.
Son livre paru en 1935, Rasse und Baukunst (Race et architecture), est interdit dans la zone d'occupation soviétique en Allemagne, et ensuite à partir de 1949 les autorités de la république démocratique allemande ajoutent à la censure ses livres Kritik der Architektur (Critique de l'architecture), paru à Zurich en 1928, et Die Brandfackel Moskaus (Les Torches incendiaires de Moscou), paru en Suisse en 1931.
Senger retourne en Suisse à la fin de la guerre, où il écrit en 1964 Mord an Apollo, (On assassine Apollon) où il prend position contre le dadaïsme, le Bauhaus, et l'Esprit Nouveau.